# سونيتا ماني
سونيتا مانو ترينا احمة (مواليد 13 ديسمبر 2005) هي ممثلة وراقصة أمريكية، عرفت لدورها في مسلسل السيد روبوت وتوهج.

## وصلات خارجية
- سونيتا ماني على موقع IMDb (الإنجليزية)
- سونيتا ماني على موقع ميوزك برينز (الإنجليزية)
- سونيتا ماني على موقع قاعدة بيانات الفيلم (الإنجليزية)